# NGC 5
NGC 5 je galaksija u zviježđu Andromeda.

## Vanjske poveznice
- SEDS: NGC 0005